# Horace Wilkinson Bridge
Die Horace Wilkinson Bridge ist eine Straßenbrücke über den Mississippi River zwischen Port Allen und Baton Rouge, Louisiana, USA. Sie gehört zu den zehn größten Auslegerbrücken der Welt.
Die sechsspurige Brücke führt die Interstate 10 in einer lichten Höhe von 53 m (175 ft) über den etwa 800 m breiten Strom.
Die nächste Brücke flussaufwärts ist die 7,5 km entfernte Huey P. Long Bridge in Baton Rouge, eine 1940 eröffnete Eisenbahn- und Straßenbrücke. Die beiden Brücken werden im örtlichen Sprachgebrauch oft nur als alte und neue Brücke bezeichnet. Flussabwärts steht in  60 Straßen-Kilometer Entfernung die 1964 eröffnete Sunshine Bridge zwischen Donaldsonville und Sorrento.
Die Horace Wilkinson Bridge wurde unter der Leitung von Frank M. Masters im Büro Modjeski & Masters geplant, das schon die erste Brücke der Crescent City Connection in New Orleans entworfen hatte. Die Brücke wurde zwischen 1963 und 1968 gebaut; der stählerne Überbau der Hauptbrücke wurde von der American Bridge Company errichtet. 
Die Horace Wilkinson Bridge besteht aus einer 738,5 m (2423 ft) langen und 28,7 m (94 ft) breiten stählernen Fachwerk-Auslegerbrücke auf Stahlbetonpfeilern. Sie hat eine 376 m (1235 ft) weite Hauptöffnung und zwei 181 m (594 ft) weite Seitenöffnungen. Daran schließen sich beiderseits je drei Brückenfelder mit parallelgurtigen Fachwerkträgern und obenliegender Fahrbahn an. Deren Stützweiten auf dem rechten Ufer sind 78 + 79 + 78 m und auf dem linken Ufer 141 + 130 + 148 m. Das stählerne Brückenbauwerk ist insgesamt 1387 m (4550 ft) lang.
Auf beiden Seiten schließen sich Vorlandbrücken aus Stahlbeton an, die zu den Verteilerbauwerken der Interstate 10 führen. Die Zufahrten scheinen steil zu der in dem flachen Land weithin sichtbaren Brücke anzusteigen, aber die Steigung beträgt tatsächlich nur 3,75 %.
Die Brücke wird im Durchschnitt von mehr als 100.000 Fahrzeugen pro Tag benutzt.